# Jeu d'argent en ligne

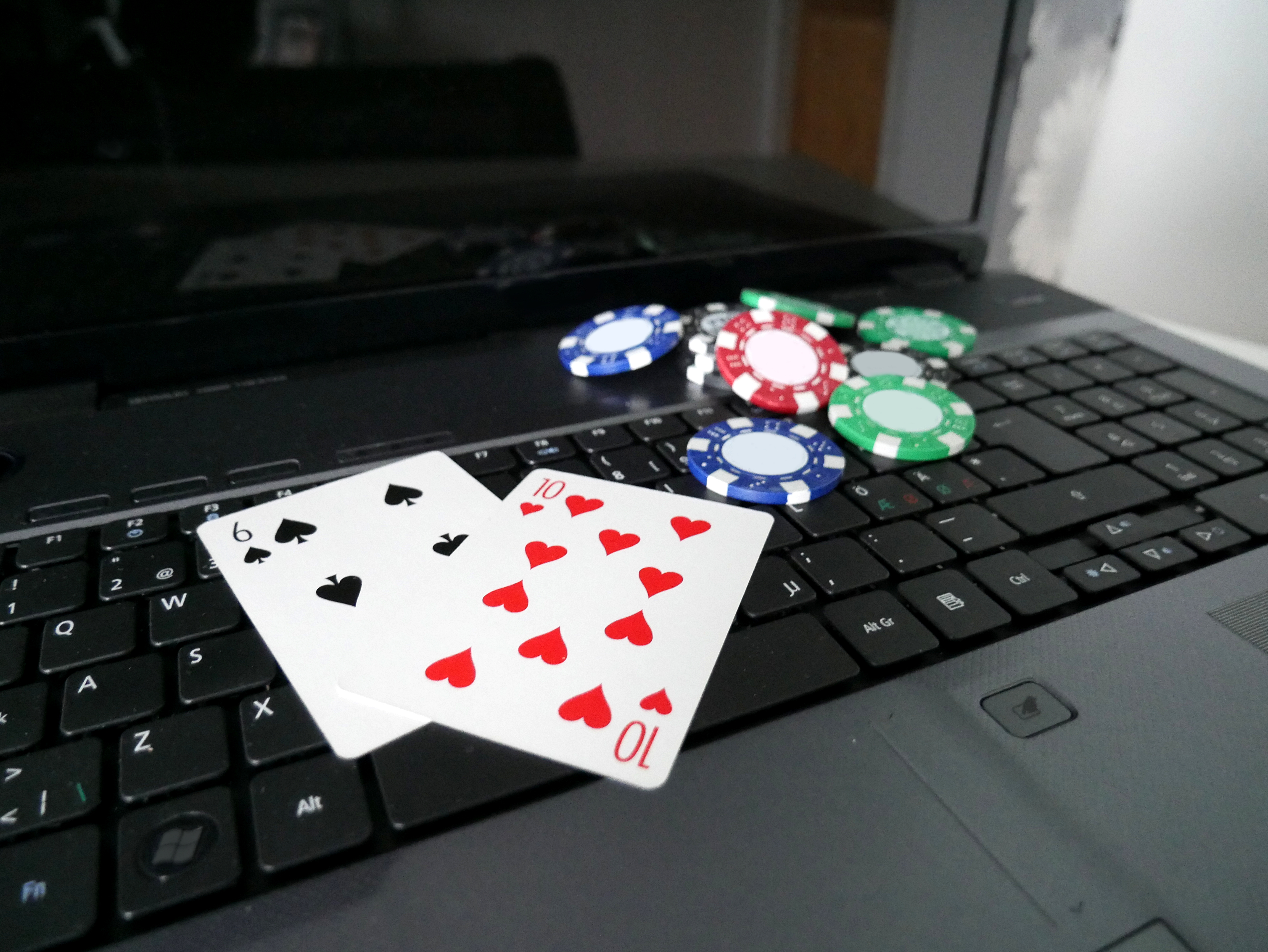
Des cartes de poker et des poker chips sur un PC portable.

Les jeux d'argent en ligne (ou jeux sur Internet) sont tous les types de jeux d'argent réalisés sur Internet. Cela inclut le poker, les casinos et les paris sportifs virtuels. Le premier site de jeux d'argent en ligne ouvert au grand public a été la billetterie de la loterie internationale du Liechtenstein en octobre 1994. Aujourd'hui, le marché représente environ 40 milliards de dollars par an dans le monde, selon diverses estimations,.
De nombreux pays restreignent ou interdisent les jeux d'argent en ligne. Cependant, ils sont légaux dans certains États des États-Unis, certaines provinces du Canada, la plupart des pays de l'Union européenne et plusieurs nations des Caraïbes.
Dans de nombreux marchés légaux, les fournisseurs de services de jeux d'argent en ligne sont tenus par la loi d'avoir une certaine forme de licence s'ils souhaitent fournir des services ou faire de la publicité aux résidents. Par exemple, la Gambling Commission du Royaume-Uni (en) ou le Pennsylvania Gaming Control Board (en) aux États-Unis.
De nombreux casinos en ligne et sociétés de jeux d'argent du monde entier choisissent de se baser dans des paradis fiscaux proches de leurs principaux marchés. Ces destinations comprennent Gibraltar, Malte et Aurigny en Europe, et en Asie, la région administrative spéciale de Macao a longtemps été considérée comme un paradis fiscal et une base connue des opérateurs de jeux d'argent de la région. Cependant, en 2018, l'UE a retiré Macao de sa liste de paradis fiscaux figurant sur une liste noire. 

## L'histoire
En 1994, Antigua-et-Barbuda a adopté la Free Trade & Processing Act (loi sur le libre-échange et la transformation), qui autorise l'octroi de licences aux organisations souhaitant ouvrir des casinos en ligne. Avant les casinos en ligne, le premier logiciel de jeu entièrement fonctionnel a été mis au point par Microgaming, une société de logiciels basée sur l'île de Man. Il a été sécurisé par un logiciel développé par CryptoLogic, une société de logiciels de sécurité en ligne. Les transactions sécurisées sont devenues viables, ce qui a conduit à l'apparition des premiers casinos en ligne en 1994.
1996 a vu la création de la Kahnawake Gaming Commission, qui réglemente les activités de jeux en ligne sur le territoire Mohawk de Kahnawake et délivre des licences de jeux à de nombreux casinos et salles de poker en ligne dans le monde, dans le but de garantir l'équité et la transparence des opérations des organisations de jeux en ligne titulaires d'une licence.
En 2010, le gouvernement du Sikkim a adopté la loi sur les jeux en ligne du Sikkim, faisant du Sikkim la première région de l'Inde à légaliser le jeu en ligne.
En 2016, Statista a prédit que le marché des jeux d'argent en ligne atteindrait 45,86 milliards de dollars, puis 56,05 milliards de dollars en 2018.
En 2022, la province de l'Ontario a été la pionnière de la légalisation de l'iGaming et a permis à de nombreuses marques bien connues d'opérateurs et de fournisseurs de jeux d'opérer dans la province.
En 2022, la plateforme de streaming en ligne Twitch a banni de son site les streams de jeux d'argent populaires. Les opérateurs de casinos en crypto-monnaies comme Stake.com sponsorisaient depuis plusieurs années les streamers diffusant leurs sessions de jeu en direct.